# سام راسيل (لاعب كرة قدم)
سام راسيل (بالإنجليزية: Sam Russell)‏ هو لاعب كرة قدم بريطاني، (و. 1900 – 1959 م). لعب مع برادفورد سيتي وديري سيتي.

## وصلات خارجية
- سام راسيل على موقع قاعدة بيانات كرة القدم.إي يو (الإنجليزية)
- سام راسيل على موقع ناشيونال فوتبول تيمز (الإنجليزية)
- سام راسيل على موقع عالم كرة القدم.نت (الإنجليزية)